# 25 грудня
25 грудня — 359-й день року (360-й у високосні роки) в григоріанському календарі. До кінця року залишається 6 днів.

## Свята і пам'ятні дні

### Національні
- Республіка Китай: День конституції.
- Мозамбік: день сім'ї.
- Пакистан: день Куайд-і-Азам.
- Туреччина: День звільнення міста Ґазіантеп (1921).

### Релігійні

#### Західне християнство
- Різдво Христове;
- Пам'ять святого мученика Олександра Єрусалимського;
- Пам'ять римської діви Євгенії, дочки Святого Філіпа, мучениці за часів імператора Валеріана;
- Пам'ять діви Анастасії[en], мучениці з міста Сірмій (нині Сремська Митровиця);
- Пам'ять Адальсінда, дочка святих Ріктруди і Адальбода.

#### Східне християнство
- Різдво Христове[1];
- День святого Стефана (Вірменська церква).

#### Рідновірство
- Коляда.

#### Вікка
- Йоль.

#### Джедаїзм
- День Життя.

#### Мітраїзм
- Різдво Мітри.

## Іменини
✝  Католицькі: Адам, Альберт, Адальсинда, Ангеліна, Еммануель, Євгенія, Ісус, Ноель, Матеуш, Петро та Сієм'яслав, Якопоне.
✙ Православні: Ісус.

## Події
- 336 — У Римі відбулося перше документально підтверджене святкування Різдва.
- 350 — Римський імператор Ветраніон відрікається від престолу на користь Констанція під час зустрічі у Ниші. Констанцій дозволяє Ветраніону жити у імперії як простолюдину на державну пенсію.
- 498 — Король франків Хлодвиг приймає католицизм у Реймсі.
- 597 — Августин Кентерберійський та його послідовники охрещують 10 000 англо-саксів.
- 800 — У Римі Папа Лев III коронував франкського короля Карла Великого імператором. Карл став другим, після візантійського імператора, хто прийняв цей високий титул.
- 1000 — Створення Угорського королівства на чолі з Стефаном I.
- 1025 — Мєшко II Ламберт коронований на короля Польщі.
- 1066 — Вільгельм Завойовник став королем Англії.
- 1100 — Коронування Балдуїна I королем Єрусалиму.
- 1130 — Рожер II проголошується королем Сицилії.
- 1261 — Імператора відновленої Східної Римської імперії. Іоанн IV Ласкаріс осліплюють за наказом Михайла VIII.
- 1492 — Каравела «Санта-Марія», на якій Христофор Колумб доплив до берегів Америки, налетіла на рифи біля берегів Гаїті через недбалість вахтового матроса. Індіанці допомогли зняти з судна цінний вантаж, гармати і продовольство, але корабель врятувати не вдалось.
- 1559 — Після смерті Павла IV новим Папою під іменем Пій IV обраний Джованні Анджело Медичі. В період його понтифікату закінчився Тридентський собор.
- 1582 — іспанський король Філіп II заснував першу в Європі математичну академію.
- 1741 — Андерс Цельсій, шведський астроном і математик винайшов шкалу вимірювання температури.
- 1758 — Йоган Георг Палич уперше спостеріг комету, повернення якої раніше пророчив англійський астроном Едмунд Галлей, ім'я якого вона носить нині.
- 1855 — У Кінгстоні (Канада) відбулася перша відома нині гра в хокей.
- 1923 — Вперше на новорічній ялинці в Білому домі (Вашингтон) засвітили електричну гірлянду.
- 1926 — Відбувся установчий з'їзд Союзу українок Канади.
- 1941 — Друга світова війна: розпочалась провальна Керченсько-Феодосійська десантна операція радянських військ.
- 1946 — У лабораторії № 2 АН СРСР запустили перший у Європі атомний реактор — дослідний Ф-1.
- 1950 — 4 шотландських студентів із університету Глазго вкрали з Вестмінстерського абатства історичний Скунський камінь, що втілює міць Шотландії і свого часу був забраний англійцями.
- 1951 — У Києві введено в дію першу в СРСР електронно-обчислювальну машину (МЭСМ).
- 1958 — У радянському кримінальному праві скасовано поняття «ворог народу»; максимальний термін ув'язнення зменшено з 25 до 15 років.
- 1968 — «Led Zeppelin» відвідали США, в рамках свого першого американського турне.
- 1969 — Американець Артур Блессіт вирушив у найдовшу у світі навколосвітню подорож пішки — він подолав за 29 років 55011 км, несучи на собі великий дерев'яний хрест.
- 1975 — В Києві відкрили пам'ятник І. Котляревському.
- 1977 — Зустріч прем'єр-міністра Ізраїлю Менахема Бегіна з президентом Єгипту Мухаммедом Анваром ас-Садатом у Каїрі.
- 1979 — СРСР ввів свої війська в Афганістан.
- 1987 — Тижневик «Тайм» назвав Михайла Горбачова «людиною року».
- 1989 — Розстріляно румунського диктатора Чаушеску Ніколае i його дружину Єлену Чаушеску.
- 1991 — Відставка Михайла Горбачова з поста Президента СРСР. Розпад Радянського Союзу.
- 1991 — Президент США Джордж Буш у зверненні до американського народу заявив, що Сполучені Штати визнають незалежність України і готові негайно встановити з нею дипломатичні відносини. Незалежність України визнали Вірменія, Ізраїль, Іран, Мексика, Таджикистан, Туніс.
- 1992 — Міністерство юстиції України зареєструвало Українське добровільне культурно-просвітницьке правозахисне благодійне товариство «Меморіал» ім. Василя Стуса.
- 2002 — У Голосіївському місцевому суді Києва завершився процес над 18 членами УНА-УНСО, учасниками масових заворушень 9 березня 2001. Їх засудили на різні терміни позбавлення волі (чотирьох — умовно).

## Народились
Дивись також Категорія:Народились 25 грудня
- 0 рік — Ісус Христос, засновник Християнства.
- 1583 — Орландо Гіббонс, англійський композитор, органіст та клавесиніст.
- 1848 — Орест Левицький, український історик, етнограф і письменник.
- 1878 — Луї Шевроле, американський автогонщик і автомобілебудівник швейцарського походження.
- 1887 — Конрад Хілтон, американський бізнесмен, засновник однієї з найбільших у світі мережі готелів.
- 1895 — Григорій Верьовка, український композитор, художній керівник і головний диригент Державного українського народного хору.
- 1899 — Костянтин Антипович, український історик.
- 1904 — Мечислава Маєвська, український режисер.
- 1905 — Олександр Пищиков, український кінооператор.
- 1907 — Майк (Михайло) Мазуркевич, американський кіноактор і спортсмен, уродженець теперішньої Тернопільської області.
- 1907 — Євген Кравченко, український прозаїк, драматург.
- 1918 — Анвар Садат, 3-й Президент Єгипту (1970—1981).
- 1927 — Олесь Бердник, український письменник-фантаст, дисидент, громадський діяч (офіційна дата народження; справжня — 27 листопада 1926), член-засновник Української Гельсінської групи.
- 1927 — Рам Нараян, індійський музикант.
- 1945 — Ноель Реддінг, басист гурту «Jimi Hendrix Experience».
- 1949 — Сісі Спейсек, американська акторка.
- 1954 — Енні Леннокс, англійська виконавиця, учасниця дуету «Eurythmics».
- 1970 — Дизель, гітарист української групи «Green Grey».
- 1971 — Ноел Хоган, гітарист ірландської гурту «The Cranberries».
- 1971 — Дайдо, англійська виконавиця, авторка пісень.
- 1973 — Вікторія Спесивцева, українська актриса театру та кіно; грала головні ролі у виставах Андрія Жолдака, відома за фільмами «Мамай» (2003), «Люби мене» (2012). Лауреат Державної премії України імені Олександра Довженка (2004).
- 1976 — Туомас Холопайнен, клавішник фінської команди «Nightwish».
- 1976 — Армін ван Бюрен, голландський ді-джей.
- 1980 — Лора Седлер, британська акторка.
- 1984 — Мілош Нінкович, сербський футболіст, півзахисник київського «Динамо». Чемпіон України 2007 і 2009 років.
- 2005 — Олексій Середа, український стрибун у воду, наймолодший в історії стрибків у воду чемпіон Європи.

## Померли
Дивись також Категорія:Померли 25 грудня
- 1921 — Володимир Короленко, український письменник, журналіст, публіцист і громадський діяч.
- 1938 — Сергій Шелухін, український громадсько-політичний діяч, публіцист, міністр судових справ УНР.
- 1938 — Карел Чапек, чеський письменник, автор оповідань, казок, романів та п'єс («Війна з саламандрами», «Біла хвороба», «Мати», «З життя комах», «РУР»).
- 1977 — Чарлі Чаплін (Charles Spencer Chaplin), актор, режисер, сценарист.
- 1983 — Жуан Міро, каталонський художник, скульптор та графік, один з найвідоміших сюрреалістів.
- 2006 — Джеймс Браун (англ. James Brown), американський співак, композитор, клавішник, який вважається предтечею напрямків ритм-енд-блюз, соул i фанк.
- 2010 — Карлос Андрес Перес, президент Венесуели у 1974-79 та 1989-93 роках
- 2016 — Джордж Майкл, популярний англійський співак, володар двох премій Греммі.